# 武本小夜 (ネイリスト)
　武本 小夜（たけもと さよ、1981年12月11日 - ）は大阪府箕面市出身のネイリスト。
聖母被昇天学院小学校・中学校・高等学校
卒業。

## 来歴・人物
- ネイルスクール卒業後、ネイルサロンにて店長、インストラクターを務める。
- 2010年、インターナショナルネイルアソシエーションネイルコンペティション、

アートチップ部門１位、プロフェッショナル部門 総合グランプリ受賞。
- 2011年、初のネイル本「Sweet Gel Nail」をマガジンハウスから出版。
- 2013年、ネイル本「武本小夜のSelf Gel Nail」をマガジンハウスから出版。
- 現在はネイリストとしてサロンワークはしておらず、ネイル商品のプロデュース、メディア向けネイルアートの制作・撮影、また国内外でセミナーを行う等、幅広く活動を行っている。

## 著書
- 「Sweet Gel Nail」 武本小夜監修　マガジンハウス編集
- 「武本小夜のSelf Gel Nail」 武本小夜著者　マガジンハウス編集